# Arctic Peoples Alert
Stichting Arctic Peoples Alert is een Nederlandse niet-gouvernementele mensenrechtenorganisatie die opkomt voor de belangen van inheemse volken in de acht landen rond de Noordpool. 
Arctic Peoples Alert is voortgekomen uit de Stichting Innu Steungroep (opgericht in 1992), die de belangen van de Innu in Noord-Canada verdedigde, met name omdat die belangen werden geschonden door de laagvliegoefeningen vanaf CFB Goose Bay door de Nederlandse luchtmacht in de periode 1986-2004. In 1997 werden de activiteiten verbreed naar de inheemse volken en het milieu in het gehele Noordpoolgebied.
Arctic Peoples Alert publiceert het blad Arctica en organiseerde samen met het Filmhuis Den Haag enkele keren het Willem Barentsz Festival.